# Dehidrataza
Dehidrataze su grupa lijaznih enzima koji formiraju dvostruke i trostruke veze u supstratu putem uklanjanja vode. One se mogu naći na mnogim mestima uključujući mitohondrije, peroksizom i citosol. Postoji više od 150 različitih enzima dehidrataze koji su klasifikovani u četiri grupe. Dehidrataze mogu da deluju na hidroksiacil-CoA sa ili bez kofaktora, a neke imaju metalni i nemetalni klaster koji deluju kao aktivno mesto.
Nedostatak dehidrataze u telu može dovesti do manje teškog stanja hiperfenilalaninemije, što uključuje prekomerno prisustvo fenilalanina u krvi. To je uzrokovano genetskim recesivnim poremećajem u autozomnoj DNK.
Uobičajene dehidrataze uključuju:
Dehidrataza delta-aminolevulinske kiseline se nalazi u krvi i učestvuje u proizvodnji hem grupe globina. Ljudi izloženi olovu će imati smanjenje aktivnosti ADA-D.
Serinska dehidrataza se uglavnom nalazi u jetri i katalizuje reakciju pretvaranja serina u piruvat i amonijak. U ishrani sa povećanom količinom proteina, aktivnost serinske dehidrataze je povećana.
Arogenatna dehidrataza se nalazi uglavnom u hloroplastima viših biljaka. Ona katalizuje reakciju pretvaranja L-arogenata u L-fenilalanin.

## Spoljašnje veze
- Dehydratases на 